# Trismegistomyia pumilis
Trismegistomyia pumilis är en tvåvingeart som först beskrevs av Henry J. Reinhard 1967.  Trismegistomyia pumilis ingår i släktet Trismegistomyia och familjen parasitflugor.
Artens utbredningsområde är Arizona. Inga underarter finns listade i Catalogue of Life.